# Rupert Frazer
Rupert Peter Frazer (ur. 12 marca 1947) – brytyjski aktor teatralny, telewizyjny i filmowy.

## Życiorys

### Wczesne lata
Przyszedł na świat jako syn farmerki hodowcy Dawn (z domu Gwynne-Howell) i oficera wojskowego Simona Roberta Frazera. Pierwsze pięć lat życia spędził w Niemczech. Dorastał z młodszą siostrą Carol w Irlandii Północnej, Niemczech i Benghazi w Libii.

### Kariera teatralna
Po ukończeniu Drama Centre w Londynie, przez cztery sezony był związany z Citizens Theatre Company w Glasgow, gdzie występował w sztukach: Hamlet Szekspira, Matka Courage i jej dzieci Brechta, Tamerlan Marlowe'a, The Duchess of Malfi Webstera, Tytus Andronikus Szekspira i Pokojówki Geneta.
Potem grał w Prospect Theatre Company i National Theatre jako Atahualpa, król peruwiańskich Inków w Królewskim polowaniu na słońce Shaffera oraz jako Ferdynand - syn króla Neapolu w Burzy Szekspira.
Na West End wystąpił w sztukach: Equus, Dracula, A Patriot for My, Trylogia miłosna Fiersteina, Wachlarz lady Windermere Oscara Wilde.

## Życie prywatne
20 marca 1975 ożenił się z Jane Alison Cattermull. Mają troje dzieci: syna Hugo oraz dwie córki – Liberty i Jessamy.

## Filmografia

### Filmy fabularne
- 1981: Igła (Eye of the Needle) jako Muller
- 1981: Z dalekiego kraju (From a Far Country) jako drugi oficer ochrony
- 1982: Gandhi jako dowódca wojsk kawalerii
- 1987: Imperium Słońca (Empire of the Sun) jako John Graham, ojciec Jima
- 2006: Wieczny student 2 (Van Wilder: The Rise of Taj) jako ojciec Charlotte
- 2006: Scoop – Gorący temat (Scoop) jako mężczyzna w sklepie z antykami
- 2008: Angielska robota (The Bank Job) jako lord Drysdale
- 2010: Idol z piekła rodem (Get Him to the Greek) jako sławny autor
- 2010: Trzecia gwiazda (Third Star) jako ojciec Jamesa
- 2010: Poznasz przystojnego bruneta (You Will Meet a Tall Dark Stranger) jako Mort
- 2012: John Carter jako Thompson

### Filmy TV
- 1978: Nędznicy (The Miserable Ones) jako żandarm
- 1980: Przekleństwo grobowca króla Tut (The Curse of King Tut's Tomb) jako Collins
- 1980: Markiz (The Marquise) jako Jacques, sekretarz hrabiego
- 2003: Strategia kłamstw (The Crooked Man) jako Douglas Jenner
- 2003: Główny podejrzany: Ostatni świadek (Prime Suspect 6: The Last Witness) jako George Giblin, M.P.
- 2014: Rosamunde Pilcher: Moje nieznane serce (Rosamunde Pilcher: Mein unbekanntes Herz, TV) jako dr Harper

### Seriale TV
- 1979: Dick Turpin jako Willoughby
- 1979: Thomas i Sarah (Thomas and Sarah) jako lord Peter Purley
- 1979: Testament młodości (Testament of Youth) jako Edward Brittain
- 1979: Saga rodzinna Penmarric (Penmarric) jako Philip
- 1979: Gra miesiąca w BBC (BBC Play of the Month - odc. Miłość i śmierć w Wenecji/The Wings Of The Dove) jako lord Mark
- 1982: Mróz w maju (Frost in May) jako Stephan Tye
- 1982: Tylko dla miłości (All for Love)
- 1982: Godzina Agatha Christie (The Agatha Christie Hour) jako Claude Lutrell
- 1982: Gra miesiąca w BBC (BBC Play of the Month - odc. Biały strażnik/The White Guard) jako Alexander Studzinsky
- 1983: Comic Strip zaprasza (The Comic Strip Presents... - odc. Letnia szkoła/Summer School) jako Simon
- 1983: Kleopatry (The Cleopatras) jako Oktawian
- 1985: Zasłoń jej twarz (Cover Her Face) jako Stephen Maxie